# Referendum o výstavbě bazénu ve Stříbře
Referendum o výstavbě bazénu ve Stříbře bylo místní referendum konané ve městě Stříbro (okres Tachov), ve kterém měli obyvatelé Stříbra možnost rozhodnout, zdali si přejí, aby na území Stříbra byl postaven sportovně-relaxační areál s krytým bazénem. Referendum probíhalo zároveň s krajskými volbami 2. a 3. října 2020.
Referenda se zúčastnilo 36,6 % voličů (celkem 2183 osob). 70 % z nich (celkem 1529 osob) se vyslovilo pro vystavění bazénu. Referendum proto bylo platné a jeho výsledek byl závazný.

## Vyhlášení referenda
Městské zastupitelstvo města Stříbro se na svém 16. zasedání dne 24. června 2020 usneslo na vyhlášení místního referenda o výstavbě plaveckého bazénu. Městské zastupitelstvo nejprve v přípravné fázi celého projektu nechalo zpracovat architektonickou studii, ze které vzešlo, že by finální stavba měla mít podobu moderního sportovně-relaxačního areálu, ve kterém by se měl nacházet plavecký bazén délky 25 m, a dále bohatě vybavená wellness zóna s dětskými atrakcemi, tobogánem a saunovým světem.  Bazén by měl splňovat i nároky na pořádání plaveckých soutěží.
Celková finanční nákladnost projektu by měla být přibližně 200 miliónů korun, což odpovídá zhruba celému ročnímu rozpočtu města. Město by si na realizaci muselo vzít úvěr na 20 let.
Výstavba bazénu je asi nejdéle diskutovaným tématem napříč politickými stranami zasedajícími v zastupitelstvu Stříbra. O tomto projektu se mluví se o asi posledních 30 let   a současné vedení město mělo výstavbu bazénu ve svém volebním programu.

## Výsledky referenda
Aby bylo místní referendum platné, dle odst. 1 § 48 zákona č. 22/2004 Sb., o místním referendu a o změně některých zákonů, je třeba, aby se referenda zúčastnilo minimálně 35 % oprávněných voličů zapsaných v seznamech oprávněných osob. Samotné rozhodnutí obecního referenda je poté závazné, pokud pro ně hlasovala většina hlasujících v referendu a zároveň alespoň 25 % ze všech voličů zapsaných v seznamech oprávněných osob.
Referenda o výstavě bazénu se zúčastnilo celkem 36,6 % oprávněných voličů (2183 osob), a tudíž podmínka minimálně 35 % zúčastněných voličů byla splněna a referendum bylo považováno za platné. Pro výstavbu se vyslovilo celkem 1529 voličů, což je 70,04 % lidí, kteří se tohoto referenda zúčastnili, což odpovídalo celkem 25,64 % ze všech oprávněných hlasujících. Zákonná podmínka pro závaznost tedy byla splněna a výsledek referenda se stal závazným.
Proti výstavbě bazénu hlasovalo celkem 521 voličů, tedy 23,87 % osob, které se referenda zúčastnily, což odpovídá pouhým 8,74 % oprávněných voličů. 

## Dopady referenda
Jelikož bylo v referendu rozhodnuto o stavbě bazénu, vedení města začalo připravovat potřebnou dokumentaci, jakožto například stavební a územní povolení. Do 12 až 16 měsíců od vyhlášení výsledků by se mělo začít stavět a areál by měl být pro veřejnost otevřen v roce 2023. Město pro výstavbu zvolilo volnou plochu mezi stávající ledovou plochou a bývalým školním sadem.